# 豊田淳
豊田 淳（とよだ じゅん、6月25日 - ）は、日本のゲームクリエイター。バンダイナムコスタジオ所属。
1990年立教大学理学部物理学科卒業。同年ナムコに入社。RPG『ビタミーナ王国物語』にかかわったことで社内にRPG好きが知れ渡り、そのことから『テイルファンタジア』（後の『テイルズ オブ ファンタジア』）にかかわり、『テイルズ オブ エターニア』ではストーリー原案を担当するなど、テイルズ オブ シリーズの創世記の中心人物として現場を牽引した。2011年5月までプロデューサー、2011年4月からはマネージャー、2012年4月からはプロデューサーおよびマネージャーとして活動中。2011年3月発売の『テイルズ オブ クロニクル』のインタビューの時点では、海外部門で活躍中。
料理システム、チャットと、現在も受け継がれているテイルズ オブ シリーズの伝統的なシステムを考案した人物。『テイルズ オブ エターニア』では架空言語「メルニクス語」の設定など世界設定の作り込みを行い、ゲームのみならず、ドラマCD版やアニメ版にもかかわった。

## 作品
- ビタミーナ王国物語（1992年9月17日、GB）スクリプター[5]
- テイルズ オブ ファンタジア（1995年12月15日、SFC）コ・プロデューサー
- テイルズ オブ デスティニー（1997年12月23日、PS）コ・プロデューサー
- テイルズ オブ ファンタジア（1998年12月23日、PS）スペシャルサンクス
- エースコンバット3 エレクトロスフィア（1999年5月27日、PS）スペシャルサンクス
- テイルズ オブ エターニア（2000年11月30日、PS）原作・監督
- 7〜モールモースの騎兵隊〜（2000年12月21日、PS2）スペシャルサンクス
- テイルズウェブドットコム[4]（2001年[6]、ウェブサイト）
- テイルズ オブ ファンダム Vol.1（2002年1月31日、PS）プロデュース、「リリスがんばります!」スクリプト
- テイルズ オブ デスティニー2（2002年11月28日、PS2）スペシャルサンクス
- テイルズ オブ シンフォニア（2003年8月29日、GC）スペシャルサンクス
- テイルズ オブ レジェンディア（2005年8月25日、PS2）プロデューサー
- テイルズ オブ ザ ワールド レディアント マイソロジー（2006年12月21日、PSP）スペシャルサンクス
- テイルズ オブ ヴェスペリア（2008年8月7日、Xbox 360）スペシャルサンクス
- TEKKEN ARENA（2013年、iOS / Android）プロデューサー[7]
- テイルズ オブ ザ ワールド レーヴ ユナイティア（2014年10月23日、3DS）スペシャルサンクス
- 受付小町のリニューアル[7]（2015年）
- テイルズ オブ ザ レイズ（2017年、iOS / Android）イベント「ウィスとオモチャの迷宮」におけるメルニクス語の演出協力[8]